# Léon Bourjade

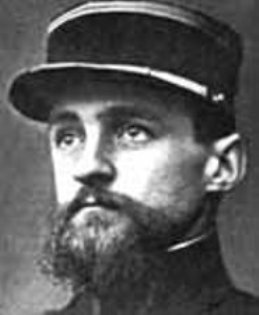
Bourjade als militair

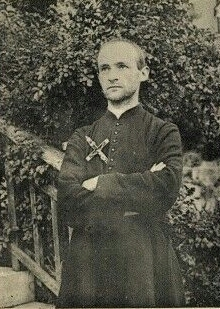
Bourjade na zijn priesterwijding

Léon Bourjade (Montauban, 25 mei 1889 - Yule, 1924) was een Franse gevechtspiloot tijdens de Eerste Wereldoorlog en een katholieke missionaris in Papoea-Nieuw-Guinea.

## Levensloop
Bourjade werd geboren in een kroostrijk, aristocratisch gezin. Twee van zijn ooms hadden een militaire carrière. Hij liep school aan het kleinseminarie van Montauban en trok toen naar het noviciaat van de Missionarissen van het Heilig Hart van Jezus (M.S.C.) van Issoudun. Door de antiklerikale wetten in Frankrijk vond de opleiding plaats in Spanje en in Zwitserland, aan het seminarie van Fribourg. Hij onderbrak zijn priesteropleiding een eerste keer voor zijn militaire dienst en een tweede keer toen hij werd opgeroepen bij het uitbreken van de Eerste Wereldoorlog. Hij werd ingedeeld bij de artillerie, het 23e artillerieregiment uit Toulouse. In 1917 kon hij, met hulp van zijn familie, een pilotenopleiding volgen. Als jachtpiloot specialiseerde Bourjade zich in het neerhalen van Duitse observatieballons. Hij ontwikkelde hiervoor een speciale techniek waarbij hij van grote hoogte en gedekt door de zon neerdook en de met waterstof gevulde ballon met een kort mitrailleursalvo deed ontploffen. Zo behaalde hij 28 erkende overwinningen.
Na de oorlog keerde hij weer naar het seminarie van Fribourg en werd tot priester gewijd. Door Alain de Boismenu, apostolisch vicaris in Nieuw-Guinea, werd hij gerekruteerd voor de missie daar. Hij stierf in de missiepost op Yule, een eiland voor de zuidkust van Papoea-Nieuw-Guinea, aan een malaria-aanval.

## Eerbewijzen
Bourjade werd meermaals gedecoreerd als militair. In zijn geboortestad Montauban is een plein naar Léon Bourjade genoemd en staat er een monument voor hem op de Quai Montmurat.